# Старий Дніпро (Запоріжжя)
Старий Дніпро на Запорожжі — правий, менший рукав Дніпра що відділяє острів Хортицю від правого берега Дніпра.

## Географія
На Старому Дніпрі розташований острів Байди, що має також назву Мала Хортиця.
В руслі Старого Дніпра існувала стародавня переправа біля балки Наумової, яка, ймовірно, була добре відома скіфам.
Матеріали скіфського часу фіксуються тут як у вигляді скупчень амфорної та ліпної кераміки. Це античні амфори гераклійського, херсонеського, хіоського виробництва V—III ст. до. н. е., ліпні скіфські посудини, бронзові вістря стріл VII—VI ст. до. н. е.

## Гіпотеза утворення
За геологічними даними острів Хортиця утворився в результаті геологічного розлому понад 2 млн років тому. Внаслідок цього розлому пра-Дніпро змінив напрям своєї течії до заходу, створивши спочатку Старий Дніпро, а потім і Новий Дніпро, які обняли новоутворений острів з обох боків.